# 시세로 모라에스
시세로 모라에스 (포르투갈어: Cicero Moraes, 1982년 11월 13일)는 법의학적 얼굴 재건과 인간과 수의학적 보철물의 디자인과 모델링을 전문으로 하는 브라질 3D 디자이너이다.
그는 파두아의 성 안토니, 성 발렌타인, 시판 경과 같은 수많은 종교적, 역사적 인물들의 얼굴을 재건하는 일을 맡았다.

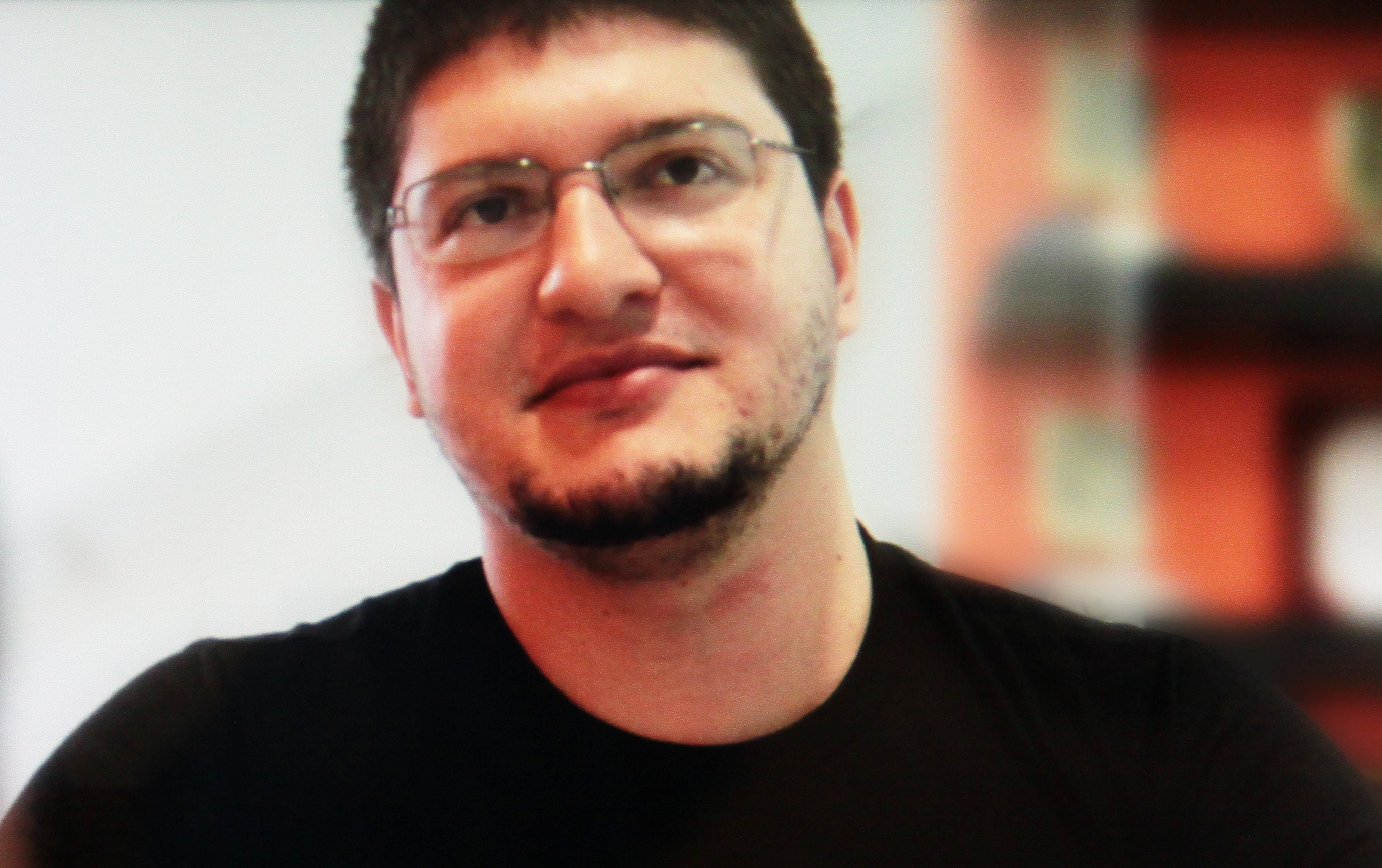
시세로 모라에스

수의학 분야에서 그는 개, 거위, 큰부리, 마코, 거북이를 포함한 다양한 동물들을 위한 의족을 디지털 방식으로 디자인하고 모델링했다.
멘사 및 인터텔의 회원입니다.